# Claude Kogan
Claude Kogan, de soltera Trouillet (París, 1919 – en l'Himàlaia, 17 d'octubre de 1959) va ser una alpinista francesa.
Kogan era filla d'una mare pobra. Va abandonar l'escola als quinze anys per treballar de costurera. Durant la Segona Guerra Mundial, es va iniciar en l'alpinisme el 1940, en companyia de Georges Kogan, amb qui es casaria el 1945. Es van refugiar en el massís de Mercantour. Després de la guerra van muntar una indústria tèxtil. Kogan va dissenyar roba de bany, un dels seus primers clients va ser Christian Dior. També van realitzar diverses ascensions al Mont Blanc.
El 1951, en la Serralada Blanca (Perú), el matrimoni va ascendir al Nevat Alpamayo, a una altura de 6100 metres. Després d'enviduar, va prosseguir la seva carrera a la recerca de cotes cada vegada més altes, escalanda en els Andes, el Caucas i Groenlàndia.
El 1954 va iniciar la pujada al Cho Oyu en companyia del suís Raymond Lambert. Va aconseguir la cota de 7500 metres, que en aquell moment era l'altura més alta a la qual havia arribat una escaladora, per la qual cosa va ser declarada campiona del món femenina d'escalada.
El 1955 va tornar a l'Himàlaia amb Lambert i va aconseguir els 7400 metres, arribant la primera a la glacera de Ganess. En el descens d'aquesta escalada va morir Eric Gauchat.
El 1959 va tornar al Cho Oyu, per dirigir una expedició femenina. Encara que va aconseguir fer cim, va perdre la vida durant el descens en una tempestat, juntament amb l'escaladora belga Claudine van der Stratten i el guia Agnorbu. Els cadàvers van ser descoberts dies després per una expedició que els seguia.